# Empoasca azteca
Empoasca azteca är en insektsart som beskrevs av González 1955. Empoasca azteca ingår i släktet Empoasca och familjen dvärgstritar. Inga underarter finns listade i Catalogue of Life.